# IC 1851
IC 1851 је емисиона маглина у сазвјежђу Касиопеја која се налази на листи објеката дубоког неба у Индекс каталогу.
Деклинација објекта је + 58° 18' 52" а ректасцензија 2h 51m 46,0s. IC 1851 је још познат и под ознакама CED 10.